# Harlekin-Ichthyose
Die Harlekin-Ichthyose ist eine sehr seltene angeborene Hauterkrankung und stellt die schwerste Form der autosomal-rezessiven kongenitalen Ichthyosen (ARCI) dar. Die gestörte Hornschichtbildung der Oberhaut zeigt sich hierbei oft schon vorgeburtlich mit dem Hauptmerkmal einer panzerartigen Bedeckung des ganzen Körpers durch Hornschuppen.
Die Erstbeschreibung stammt aus dem Jahre 1880 von Robert William Smith (1807–1873). Synonyme sind: Ichthyosis congenita gravis; Harlekinfetus; Ichthyosis congenita Riecke I; Keratosis diffusa maligna; Ichthyosis congenita fetalis; Hyperkeratosis universalis congenita; Ichthyosis congenita universalis; Harlequin ichthyosis; Ichthyose, kongenitale, Typ Harlequin; Ichthyosis fetalis vom Harlekin Typ.
Die Erkrankung ist nicht zu verwechseln mit dem Harlequin-Syndrom.

## Verbreitung
Die Häufigkeit wird mit unter 1 zu 1.000.000 angegeben, die Vererbung folgt einem autosomal-rezessiven Erbgang.

## Ursache
Der Erkrankung liegen Mutationen im ABCA12-Gen auf Chromosom 2 (Genort q35) zugrunde, das für einen ABC-Transporter kodiert.

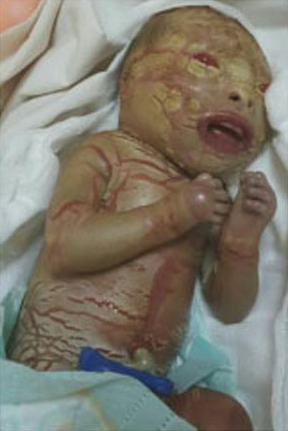
Harlekin-Ichthyose bei einem Säugling

## Klinische Erscheinungen
Wichtige Kriterien für die Diagnose anhand des klinischen Bildes sind:
- bei Geburt in eine kollodiumähnlich steife schimmernde Membran eingeschlossen, die wie eine zusätzliche Hautschicht erscheint – sogenannte Kollodium-Membran
- große, dicke, plattenartige Schuppen auf dem gesamten Körper, dazwischen tiefe Hauteinrisse
- starke Ausstülpung der Augenlider (Ektropium) und der Lippen (Eklabium) – sogenannter Harlekin-Aspekt
- eingeschränkte Beweglichkeit der Extremitäten und des Brustraumes
- Mund- und Genitalschleimhaut befallen
- Kontrakturen

## Diagnose
Die Diagnose ergibt sich aus dem klinischen Bild. Die vorgeburtliche Sonografie kann einen Verdacht nahelegen, der durch eine humangenetische Untersuchung gesichert wird.

## Differentialdiagnose
Abzugrenzen sind:
- Kongenitale ichthyosiforme Erythrodermie (CIE)
- letale restriktive Dermopathie
- Infantile systemische Hyalinose
- Neu-Laxova-Syndrom

## Heilungsaussicht
Viele der Betroffenen sterben kurz nach der Geburt infolge einer Ateminsuffizienz oder einer Sepsis. Im späteren Verlauf ist die Hautpanzerung leicht rückläufig, es kommt zu Schuppenbildung und Erythrodermie.
Fortschritte der Intensivmedizin haben die Letalität gesenkt.